# Metropolitan Zoological Park and Museum District
Het Metropolitan Zoological Park and Museum District (ook wel Zoo Museum District, ZMD) is een cultureel district in Saint Louis en St. Louis County in het Amerikaanse Missouri. Het district is in 1972 ingesteld en wordt met belastinggeld (property tax) ondersteund. 
Een Board of Directors van acht leden bestuurt het ZMD. De burgemeester van Saint Louis benoemt vier leden voor vier jaar en de regeringsleider van Saint Louis County benoemt vier leden voor vier jaar.  
Het ZMD verdeelt fondsen over vijf instituten: Saint Louis Zoological Park (vanaf 1972), Saint Louis Art Museum (vanaf 1972), Saint Louis Science Center (vanaf 1972), Missouri Botanical Garden (vanaf 1983) en Missouri History Museum (vanaf 1987). 